# Provincia de Tarudant
Tarudant es una provincia que forma parte de la región económica marroquí de Sus-Masa. Su población según censo de 2004 era de 780.661.

## División administrativa
La provincia de Tarudant consta de 7 municipios y 82 comunas:

### Municipios
- Ait Iaaza
- El Guerdane
- Irherm
- Oulad Berhil
- Oulad Teima
- Taliouine
- Tarudant

### Comunas
| - Adar - Agadir Melloul - Ahl Ramel - Ahl Tifnoute - Ahmar Laglalcha - Ait Abdallah - Ait Igas - Ait Makhlouf - Amalou - Aoulouz - Arazan - Argana - Askaouen - Assads - Assaisse - Assaki - Azaghar N'Irs - Azrar - Bigoudine - Bounrar - Eddir | - El Faid - El Koudia El Beida - Freija - Ida Ou Gailal - Ida Ou Moumen - Ida Ougoummad - Igli - Igoudar Mnabha - Iguidi - Imaouen - Imi N'Tayart - Imilmaiss - Imoulass - Issen - Lagfitat - Lakhnafif - Lamhadi - Lamhara - Lamnizla - Machraa El Ain - Nihit | - Oualqadi - Oulad Aissa - Ouneine - Ouzioua - Sidi Abdellah Ou Said - Sidi Ahmed Ou Abdallah - Sidi Ahmed Ou Amar - Sidi Boaal - Sidi Borja - Sidi Boumoussa - Sidi Dahmane - Sidi Hsaine - Sidi Moussa Lhamri - Sidi Mzal - Sidi Ouaaziz - Tabia - Tafingoult - Tafraouten - Talgjount - Talmakante | - Tamaloukte - Taouyalte - Tassousfi - Tataoute - Tazemmourt - Tidsi Nissendalene - Tigouga - Tindine - Tinzart - Tiouit - Tisfane - Tisrasse - Tizgzaouine - Tizi N'Test - Toubkal - Toufelaazt - Toughmart - Toumliline - Zagmouzen - Zaouia Sidi Tahar |